# Gestas

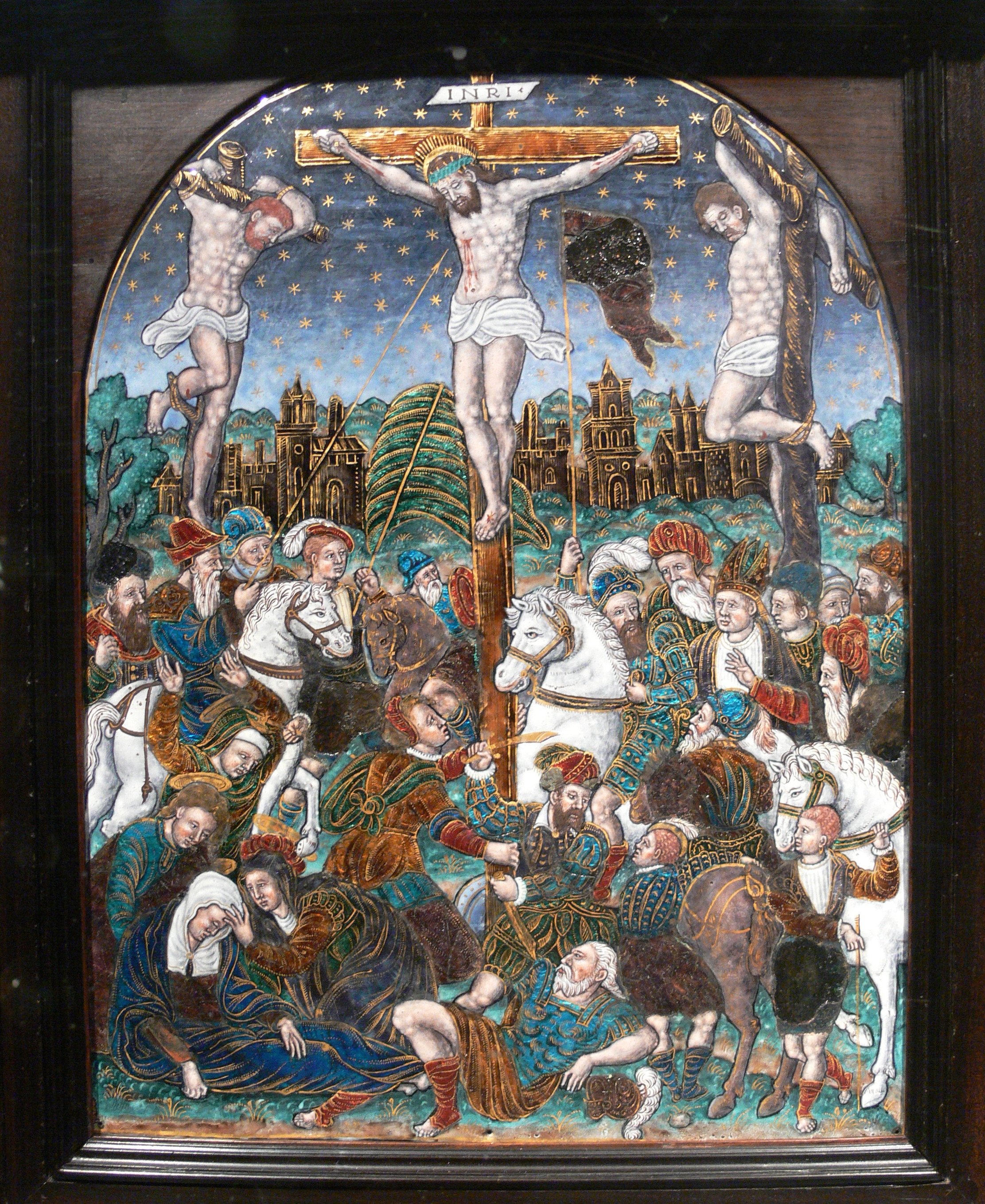
Korsfästelsen.

Gestas, även stavat Gesmas, är det namn som traditionellt har givits åt den "obotfärdige rövaren" som korsfästes tillsammans med Jesus på Golgata. Enligt Lukasevangeliet 23:39 smädade han Jesus och sade: "Är inte du Messias? Hjälp då dig själv och oss". Namnet förekommer i det apokryfa Nikodemusevangeliet.